# Kurniki (rejon jaworowski)
Kurniki  (ukr. Курники) – dawna wieś na Ukrainie, w obwodzie lwowskim, w rejonie jaworowskim. Leżała na północ od Woli Starzyskiej.
W II Rzeczypospolitej do 1934 samodzielna gmina jednostkowa. Następnie miejscowość należała do zbiorowej wiejskiej gminy Szkło w powiecie jaworowskim w woj. lwowskim. Kurniki utworzyły wtedy gromadę, składającą się z miejscowości Kurniki, Łucyki, Małaśniaki, Melniki i Rzeki.
Zostały wysiedlone i zlikwidowane w związku z utworzeniem Jaworowskiego Poligonu Wojskowego. Po wojnie w Związku Radzieckim.